# Valerij Něpomňaščij
Valerij Kuzmič Něpomňaščij (Валерий Кузьмич Непомнящий. * 7. srpna 1943 Slavgorod) je ruský fotbalový trenér a bývalý hráč.
Narodil se na Altaji, kam byla jeho matka za války evakuována, jeho otec ve válce padl. Od roku 1947 žila rodina v turkmenském Serdaru, kde jeho bratr získal práci jako železničář.
Hrál jako útočník za SKIF Ašchabad a Spartak Samarkand, ale kvůli onemocnění ledvin musel kariéru předčasně ukončit. Pak vystudoval Turkmenskou státní univerzitu, vedl fotbalovou školu a v roce 1979 se stal trenérem klubu Kolchozči Ašchabad.
V roce 1988 převzal kamerunskou fotbalovou reprezentaci poté, co její trenér Claude Le Roy dal přednost nabídce ze Senegalu. Něpomňaščij tým dovedl na mistrovství světa ve fotbale 1990, kde Kamerunci porazili obhájce titulu z Argentiny a jako první africký tým v historii postoupili do čtvrtfinále světového šampionátu. Po tomto úspěchu získal kamerunské vyznamenání čestné legie.
S týmem Yukong Elephants vyhrál v roce 1996 korejský fotbalový pohár, s Šanghaj Greenland Šen-chua byl druhý v čínské lize v roce 2005, s Pachtakorem Taškent se stal v roce 2006 mistrem Uzbekistánu. Vedl také Sanfrecce Hirošima, Tom Tomsk a Baltiku Kaliningrad.